# Tarta Esterházy
La tarta Esterházy (en húngaro Eszterházi torta y en alemán Esterházy-Torte) es el nombre de un pastel de almendra y chocolate típico de la gastronomía austrohúngara. Debe su nombre al Conde Pál Antal Esterházy (1776-1866), un miembro de la familia de la nobleza húngara Esterházy y Ministro de Exteriores del Imperio Austrohúngaro.
La tarta está hecha a partir de una masa a base de claras de huevo a punto de nieve, almendras ralladas, azúcar, mantequilla y harina. Con dicha masa se forman cinco capas circulares del mismo grosor. Se apilan las capas una encima de otra, separadas por un tipo de crema pastelera. Llegado este punto, se le da al pastel un glaseado con una mezcla de claras de huevo, azúcar y agua. Finalmente, se dibuja sobre el glaseado, con hilos de chocolate negro, un diseño característico que recuerda a una tela de araña y se espolvorea con frutos secos picados (como los del helado crocanti).
Hay distintas variantes de la tarta Esterházy: por ejemplo, con cuatro capas en lugar de cinco, con diversos rellenos o con una base de galleta. La tarta es especialmente popular en Hungría y Austria, pero no es raro encontrarla en Alemania. Existen asimismo porciones de tarta Esterházy de tamaño especial para comer como postre o acompañar el café.